# Cartellino

Portrait de Georg Gisze par Hans Holbein le Jeune, 1532 : ce tableau comporte plusieurs cartellini.

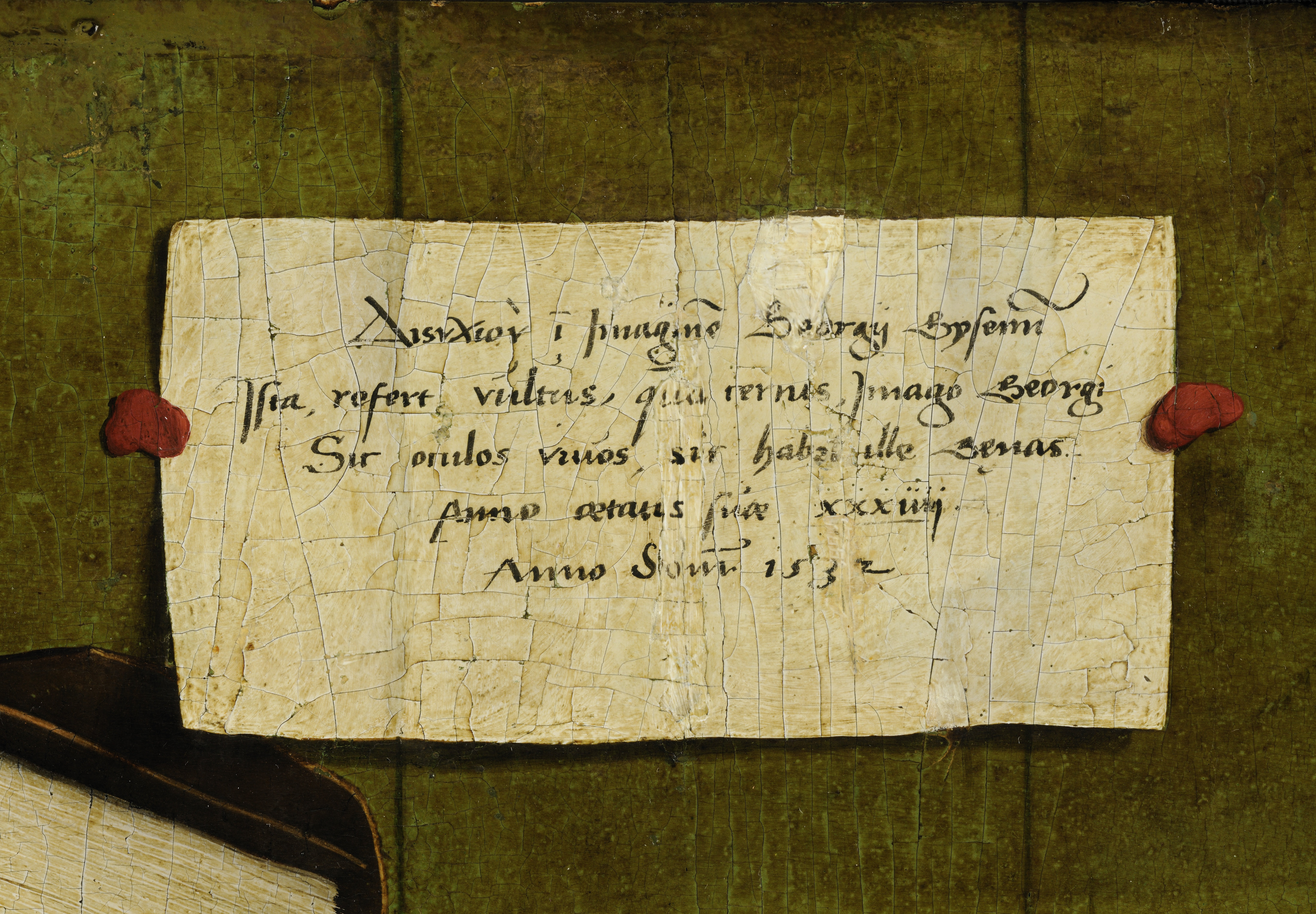
Détail du tableau précédent.

Un cartellino (de l'italien signifiant petit morceau de papier, label, étiquette ; cartellini au pluriel) est une note dessinée de façon réaliste dans une peinture.

## Caractéristiques
Le concept de cartellino provient de la peinture de la Renaissance italienne. Il s'agit généralement d'une morceau de papier ou d'un rouleau de parchemin, un petit signe comportant une légende lisible, le tout peint de façon réaliste. On le trouve habituellement au premier plan sur un parapet ou un cadre en trompe-l'œil, ou en arrière-plan, par exemple sur un mur. Il comporte généralement la signature de l'artiste (comme dans les œuvres de Giovanni Bellini, Benedetto Rusconi ou Antonello de Messine), ou exprime une pensée religieuse ou philosophique cohérente avec le sujet représenté.
Le premier cartellino apparaîtrait dans la Vierge de Tarquinia de Fra Filippo Lippi, peinte en 1437. Leur usage s'étend dans la peinture italienne à partir du milieu du 15e siècle ; leur popularité est maximale dans le premier quart du 16e siècle.

## Exemples

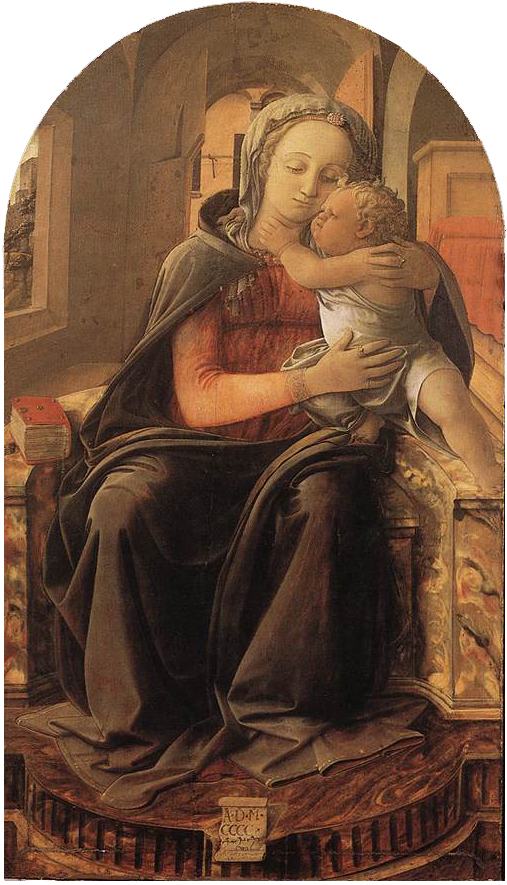
Fra Filippo Lippi, Vierge de Tarquinia (1437)
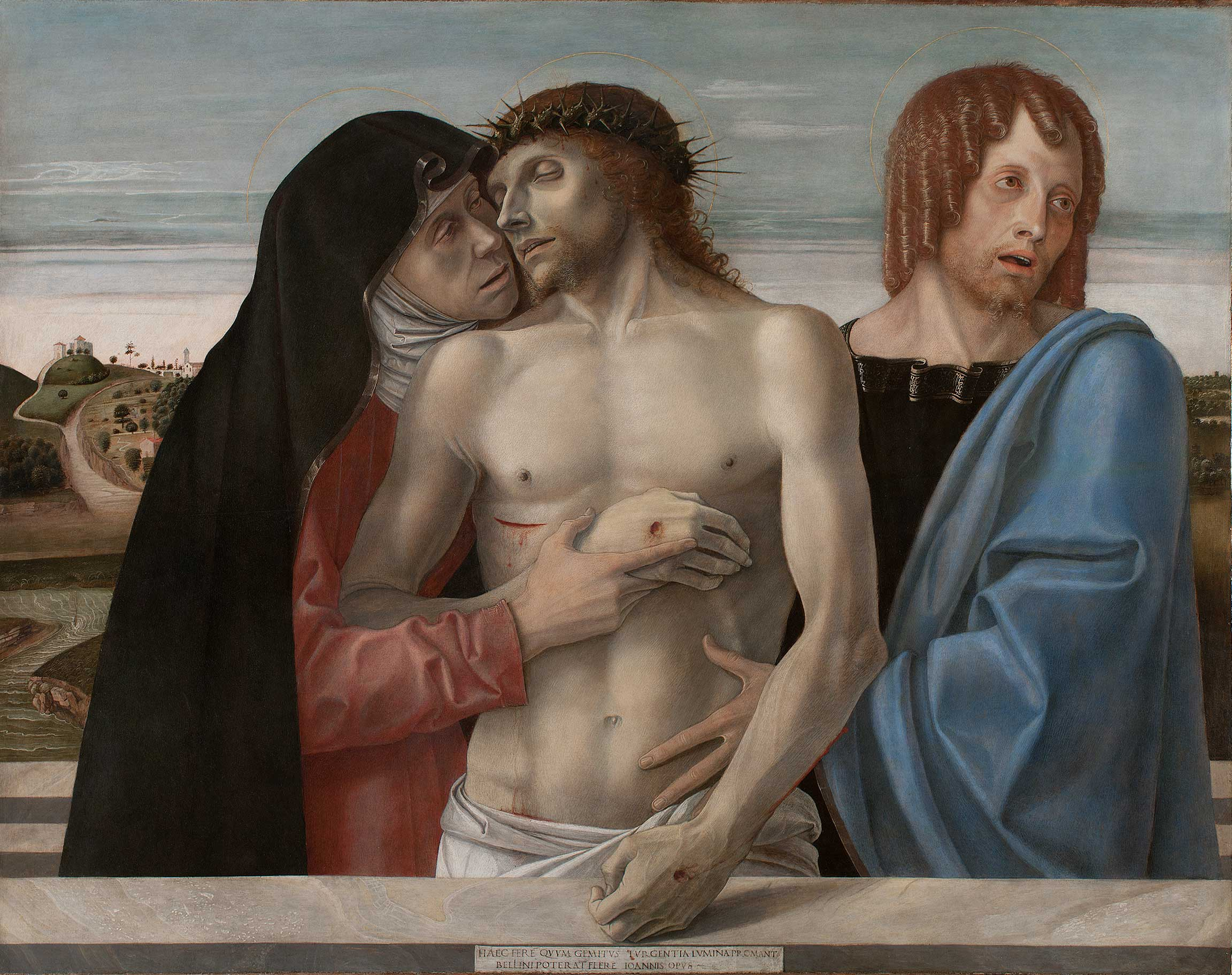
Giovanni Bellini Pietà (vers 1470)
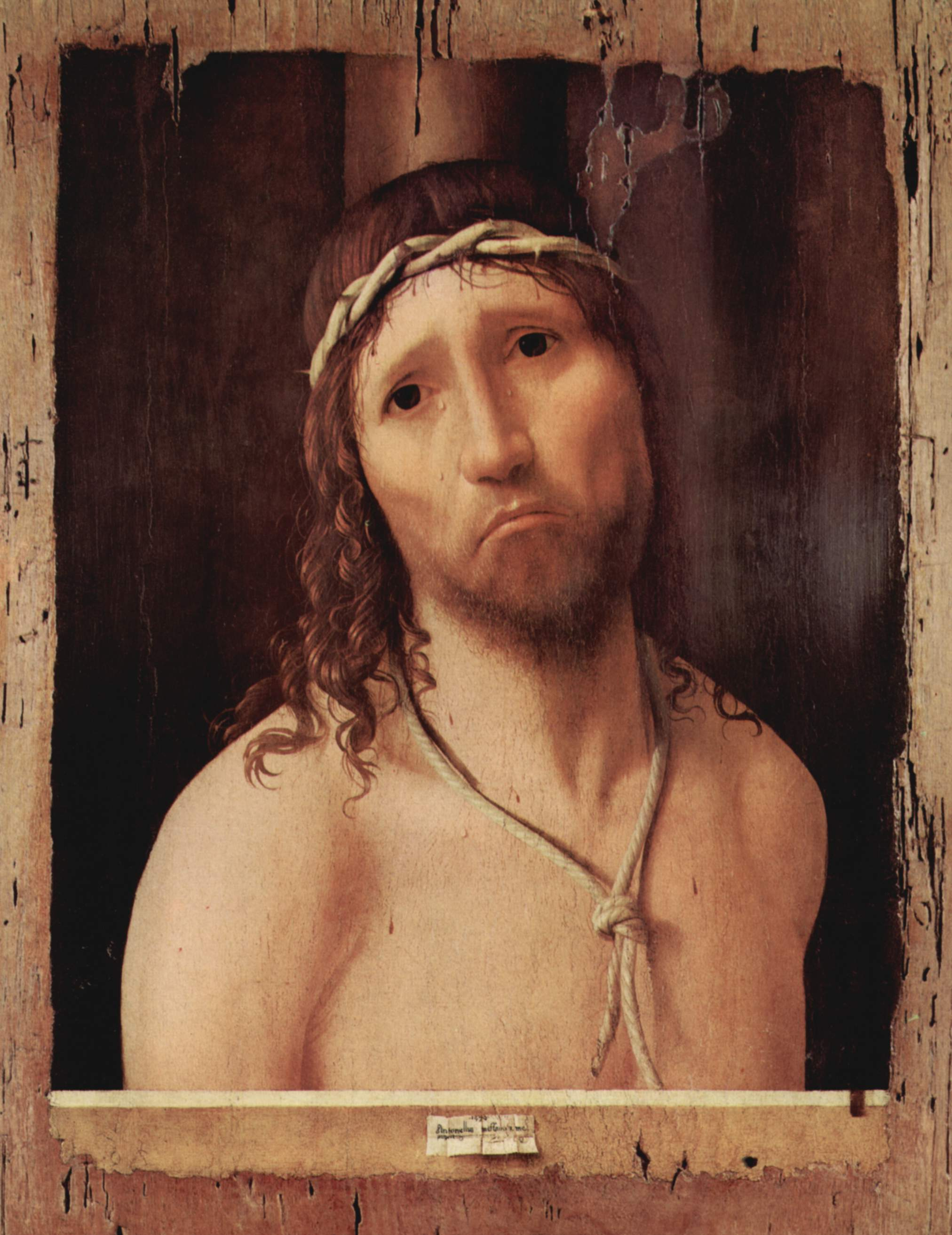
Antonello de Messine, Ecce Homo (vers 1473)
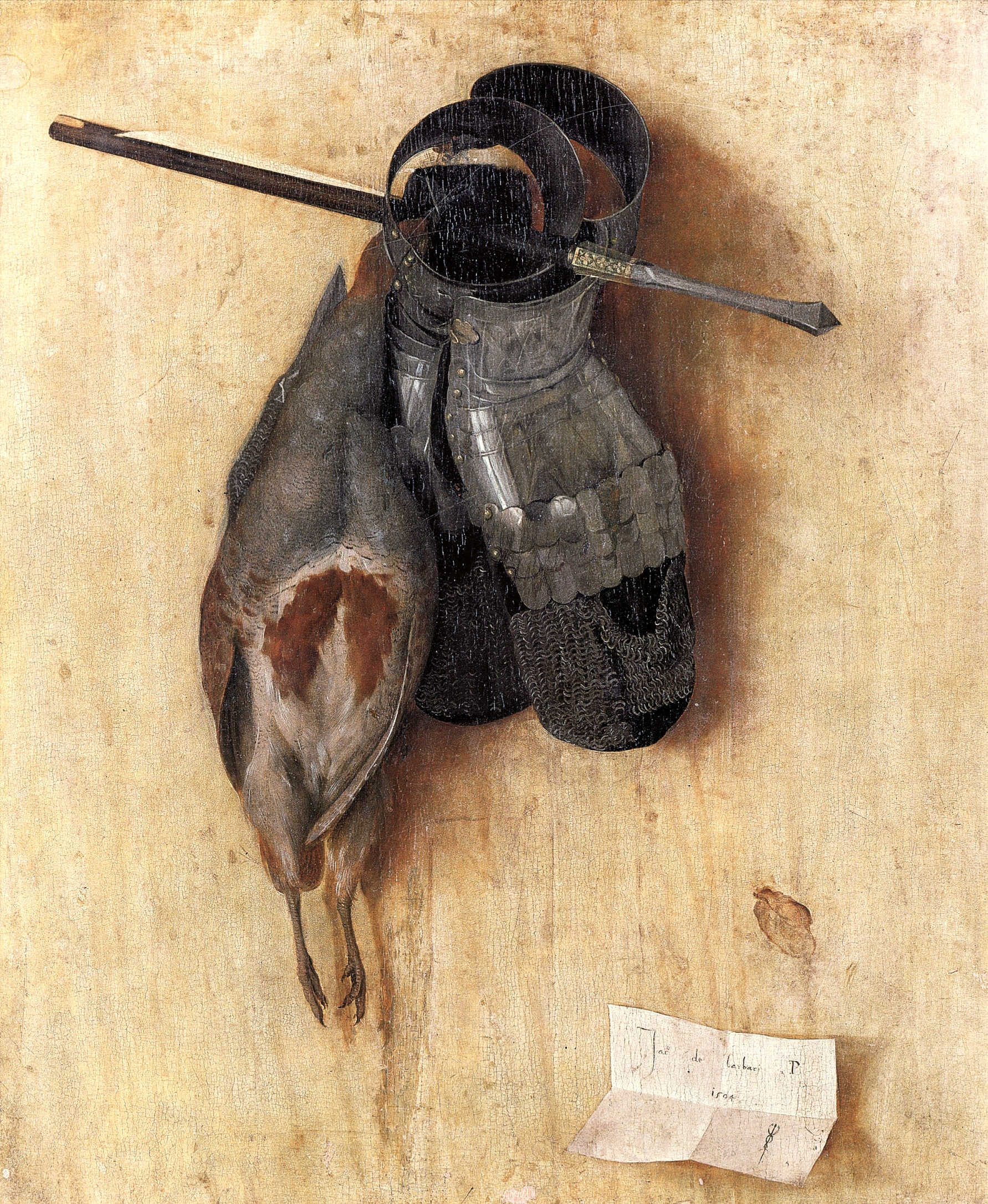
Jacopo de' Barbari, Nature morte avec perdrix et gants de fer (1504)
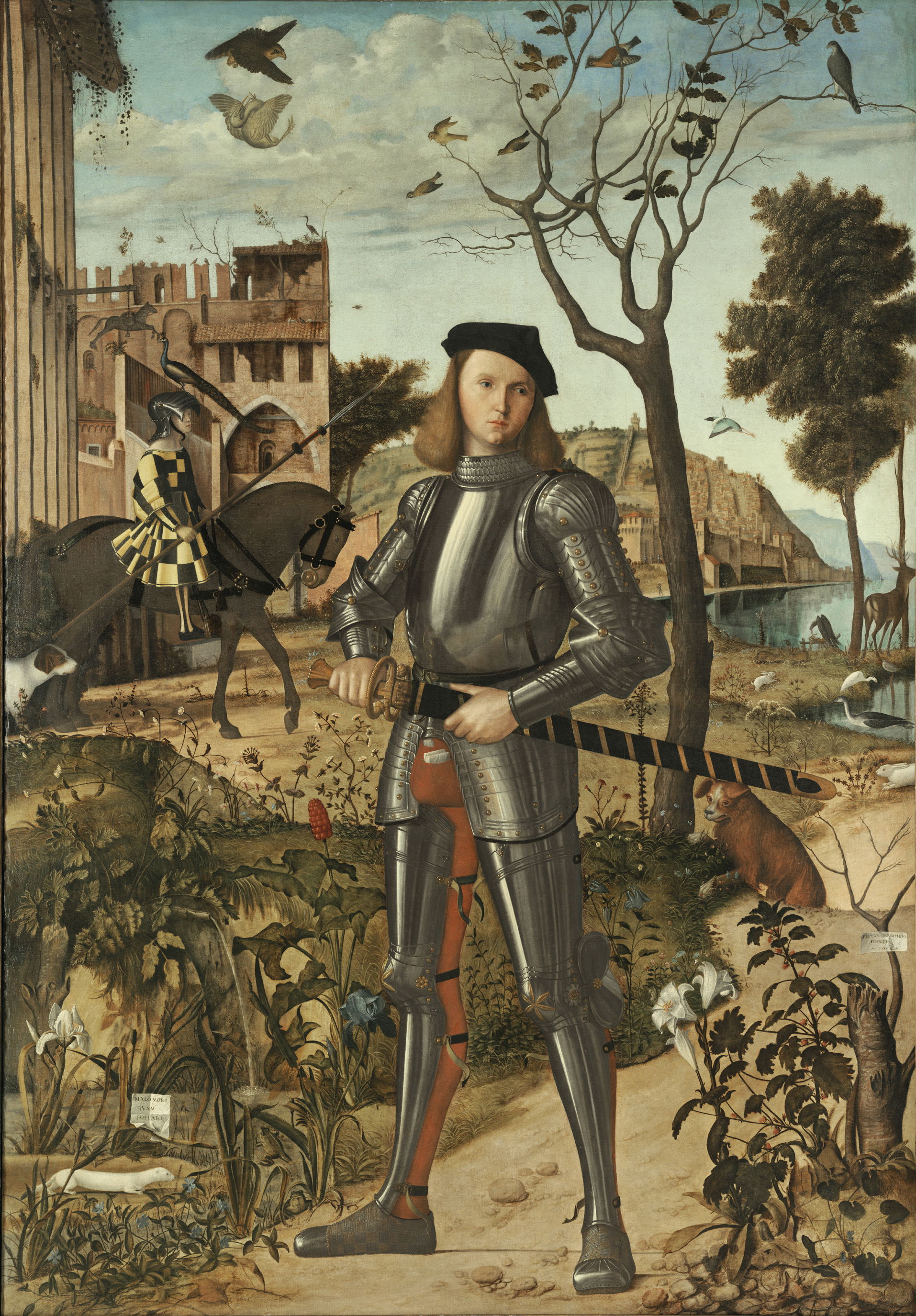
Vittore Carpaccio, Portrait d'un chevalier (1510)
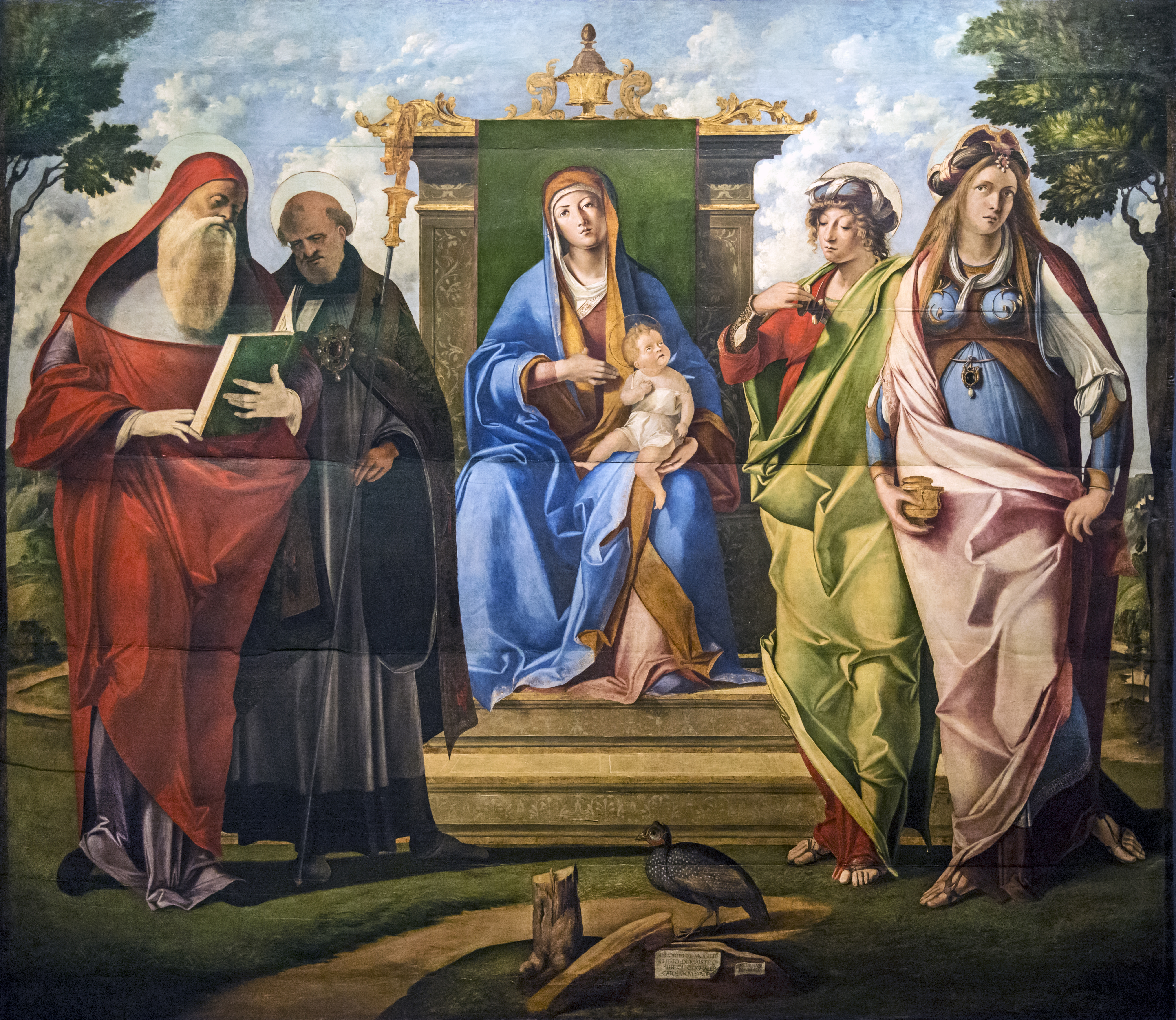
Benedetto Rusconi, Vierge et l'Enfant avec saint Jérôme, Benoît, Marie-Madeleine et Justine (vers 1515)